# Anders Altzar
Anders Altzar, född 6 maj 1886 i Hjulbäck, Siljansnäs, död 4 mars 1939 i Leksand, var en svensk konstnär.
Han var son till Altsar Anders Persson och Hanses Anna Andersdotter och gift med Maria Haglund. Han var sonson till porträttritaren Altsar Per Andersson. Altzar tillhörde en gammal spinnrockssvarvarsläkt i Dalarna. Efter avslutad skolgång tvingades Altzar att hjälpa till med familjens försörjning genom arbete på familjejordbruket. Hans konstnärliga uppmärksammades av konstnärerna Sigfrid Ullman, Emerik Stenberg och Gustaf Ankarcrona som var bosatta i Ullvi utanför Djurås. Med hjälp av en mecenat fick han som 17-åring möjlighet att studera konst vid Konstakademien för Gustaf Cederström. Han studerade senare landskapsmålning för Gustaf Ankarcrona. Han bosatte sig 1920 i Leksand där han verkade fram till sin död. Altzar var en av de produktivaste dalamålarna och han målade huvudsakligen landskapsmotiv från fäbodsvallar i Dalarna. Separat ställde han ut i Stockholm, Göteborg, Leksand, Falun och Mora.